# ツールド妻有
ツールド妻有（ツールドつまり）は、新潟県妻有（十日町市・津南町）地方で、3年に一度開催される現代アートのイベント「大地の芸術祭 越後妻有アートトリエンナーレ」において、建築家伊藤嘉朗が2006年に企画・発案したサイクリングイベント。
当初は、美しい里山の風景やアート作品、建築作品などを楽しみながら自転車で巡るアートツアーとして、移動そのものを作品のテーマにしている。
2006年以降、ほぼ毎年開催されており、「大地の芸術祭 越後妻有アートトリエンナーレ」の開催年である2009年と2012年・2015年は、同芸術祭の公式イベントとして開催された。
当初の参加者は100人ほどだったが、休憩所で集落の住民が振る舞う食事や、3年に1度開かれる芸術祭では公式イベントとしておそろいのジャージーが配られることが評判になり、規模が拡大され2015年には約1000人が参加した。。

## 概要

### 2016年
- 開催日=8月23日
- 主催=ツールド妻有実行委員会
- 共催=大地の芸術祭実行委員会

| 距離  | スタート       | エイドステーション                                    | フィニッシュ   |
| ----- | -------------- | ----------------------------------------------------- | -------------- |
| 120km | ミオンなかさと | 西田尻→ベルナティオ→鉢→坪山峠→孟地→儀明→星峠→五十子平 | ミオンなかさと |
| 90km  | ミオンなかさと | ベルナティオ→鉢→坪山峠→孟地→五十子平                  | ミオンなかさと |
| 70km  | ミオンなかさと | 鉢→坪山峠→孟地→五十子平                               | ミオンなかさと |